# Axel Axelsen Brahe
Axel Axelsen Brahe till Krogholm og Vittskövle, född omkring 1480, död 23 februari 1551, var en dansk adelsman, son till Axel Pedersen Brahe, farbror till Otte Thygesen Brahe.
Brahe, som blev danskt riksråd 1523, tog en viktig del i striden mot Søren Norby och de skånska bönderna samt vann därigenom Vittskövle från sin kusin, Niels Nielsen Brahe, som stred för sin forne herre, Kristian II, trots att han hade lovat Fredrik I trohet, och som 1529 blev tillfångatagen och avrättad efter grym tortyr.
Axel Brahe var 1524, 1537, 1540 och 1541 sändebud till Sverige. Under grevefejden var han den skånska adelns anförare i slaget vid Helsingborg 1535 och ledde belägringen av Malmö och Landskrona.
Far till riksrådet Lave Brahe.